# Корошкий Селовець
Корошкий Селовець (словен. Koroški Selovec) — поселення в общині Равне-на-Корошкем, Регіон Корошка, Словенія. Висота над рівнем моря: 688,4 м.